# Església de Sant Simó i Sant Judes (Alcalá de la Selva)
L'església de Sant Simón i Sant Judes a Alcalá de la Selva (Província de Terol, Espanya) està construïda en maçoneria amb carreu ben escairat en el basament, les cantonades i els elements principals, va ser aixecada al segle xvi seguint el model d'església gòtic-renaixentista, on predomina la concepció espacial àmplia i unitària.
Està declarada com a Bé d'Interés Cultural, amb anotació ministerial RI-51-0010727, com a Monument.

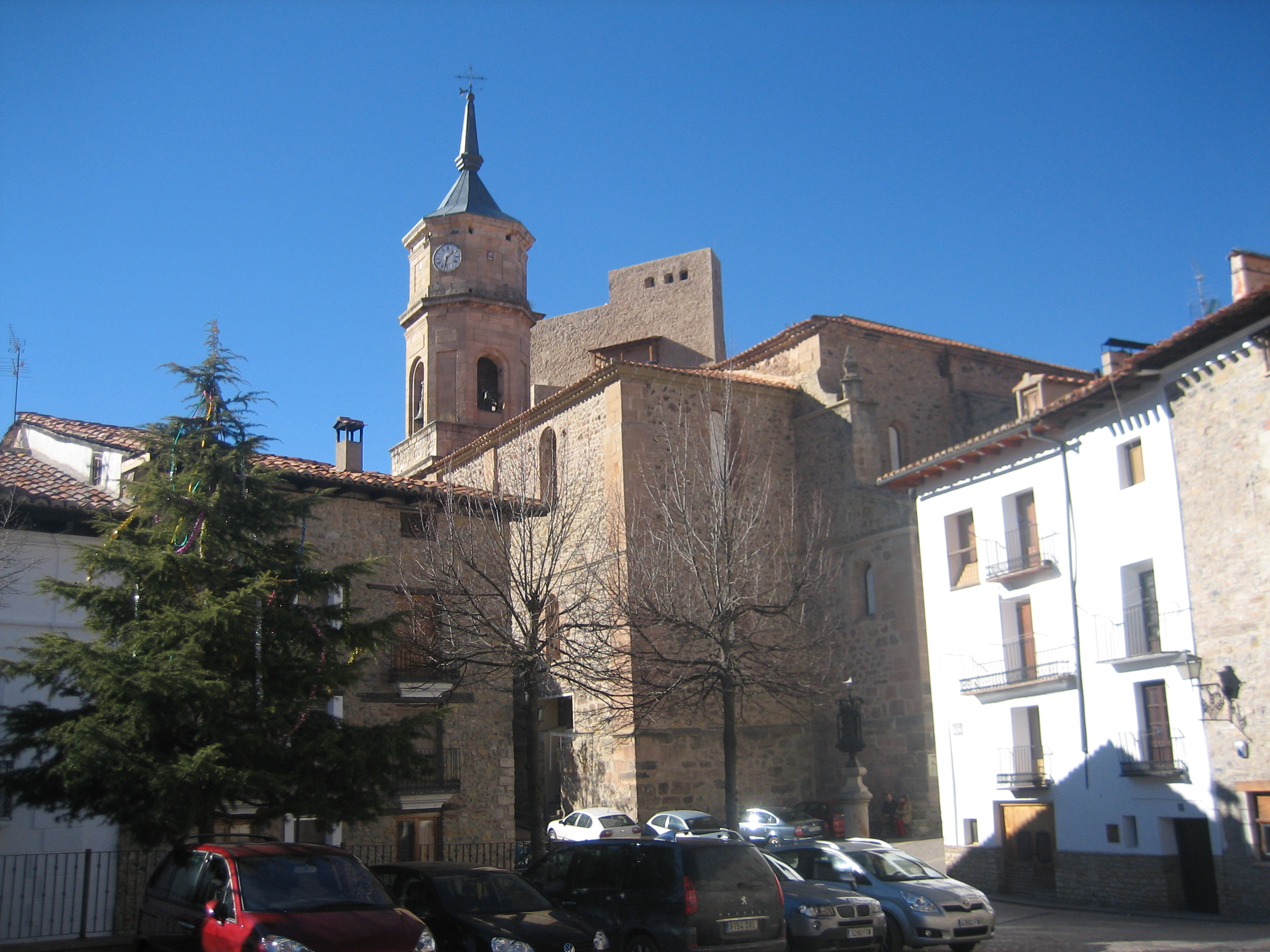
Església de Sant Simón i Sant Judes.

La planta consta d'un absis poligonal parcialment ocult a l'exterior per la Sagristia i la Capella del Sagrari, i una elevada nau central de cinc trams amb estretes naus laterals obertes entre els contraforts. El cobriment es realitza per mitjà de voltes de creueria estrelada separades per arcs torals de mig punt que es recolzen en pilastres estriades coronades per senzills capitells.
L'últim tram, que originalment albergava un cor alt, en l'actualitat s'ha tancat i dedicat a saló parroquial.
L'ingrés es realitzava a través d'un monumental pòrtic obert en triple arc, encara que en l'actualitat s'ha perdut l'arc lateral esquerre; el gran arc central, obert en arc de mig punt, acull la magnífica portada, de dos cossos i decorada amb motius clàssics.
En un angle del nou saló parroquial s'alça la torre, també construïda en pedra carreu, amb tres pisos diferenciats en altura; és de planta quadrada el primer i octogonales els dos últims. Compte a més amb una cuculla de rematada.
En general els volums compactes de l'església es veuen emmascarats per la construcció de diversos edificis annexos, entre ells el de l'Ajuntament.